# Tramlijn Spijkenisse - Oostvoorne
De tramlijn Spijkenisse - Oostvoorne was een tramlijn op Voorne-Putten. Vanuit Spijkenisse liep de lijn via Geervliet, Abbenbroek, Heenvliet, Zwartewaal, Vierpolders en Brielle naar Oostvoorne.

## Geschiedenis
De lijn werd op 1 september 1906 geopend door de Rotterdamsche Tramweg Maatschappij en speelde een belangrijke rol bij de ontsluiting van de Zuid-Hollandse Eilanden. Na Oostvoorne reed de tram rechtsaf tot vlak bij het strand; dit gaf de lokale economie een krachtige impuls. In 1921 werd bij een storm de rails van het duin afgeslagen en lag toen echt op het strand, maar was natuurlijk niet meer bruikbaar. De strandlijn werd verlegd in de andere richting, en in 1948 twee kilometer verlengd. Het eindpunt daar was echt op het strand, met twee sporen. 
In de jaren 20 werd duidelijk dat de verlenging naar Rockanje er niet zou komen. Daarom werd een zogenaamde "Roadrailer" aangeschaft, een bus die ook spoorwielen heeft. Op diverse plaatsen in de wereld hebben zulke voertuigen gereden, en anno 2023 zijn er moderne versies van. De Roadrailer reed in 1933 als tram tot Oostvoorne, en daarna als bus tot Rockanje. Een busbedrijf won echter het proces tegen dit stukje, en toen heeft de RTM er maar een gewone bus van gemaakt.
Deze lijn werd als een van laatste Nederlandse streektrams opgeheven op 23 september 1965.

## Restanten/Herinneringen
Over een groot gedeelte van de lijn is thans de N218 aangelegd. Het stationsgebouw van Heenvliet is in gebruik als Berenrestaurant. De oude trambaan is nu fietspad langs de Stationssingel en daarna naar de Middeldijk. Aan de overkant van het kanaal is de Stationsweg en Stationspad. Het fietspad erna is de oude trambaan. Het tracé langs de Meeldijk is ook nog waarneembaar; ook voor en na de N57, en naast de Vlaardingerhilweg. Het voormalige agentschap in Vierpolders is nu een eetcafé. Het fietspad naast de Hossebosdijk is de oude trambaan. Bij Briele is er een fietsbrug op de plaats van de trambrug naast de N57. Het oude RTM-station is nog aanwezig als Kantonees restaurant. Het water hier heet Tramvest. Vanaf de Ruggeweg tot de Westvoorneweg is het tracé in het land nog goed te zien. De Donjonweg (eigenlijk een voetpad) in Oostvoorne is de oude trambaan. De dienstwoningen te Oostvoorne zijn terug te vinden op de hoek van de Ruy en de Brielseweg; de gebogen vorm van de voormalige trambaan is er achter nog waarneembaar. Via de nog bestaande Stationsweg en Zeeweg reden de trams naar het strand. In de duinen zouden nog bielzen te zien zijn.

### Bron
- Inventarisatie-RTM.pdf. (2008-2011, gecontroleerd op actualiteit in februari 2023)
- De stoomtram naar Oostvoorne, B.v.d. Heiden, uitgeverij Deboektant, 1992.

## Fotogalerij

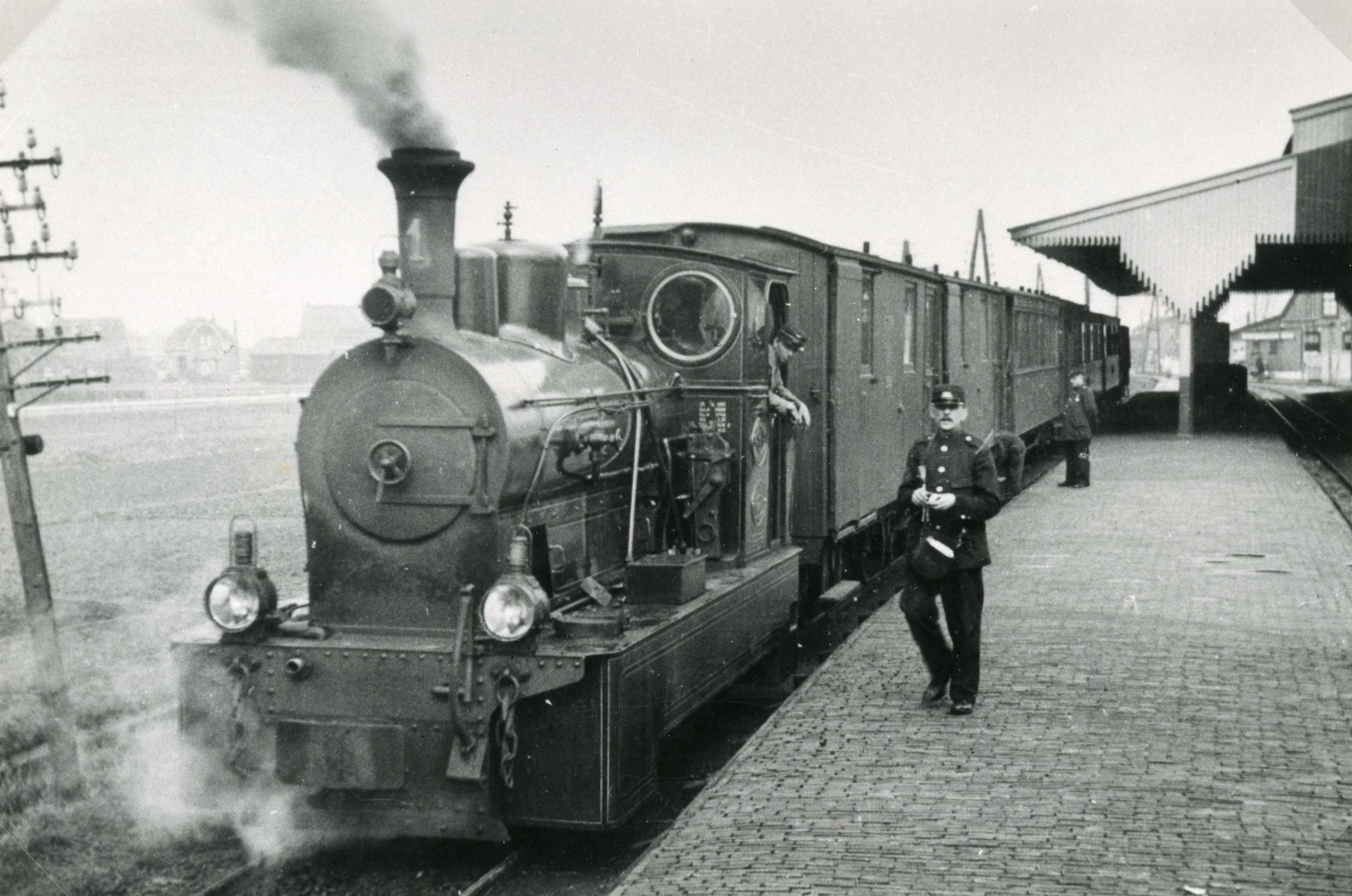
Stoomloc op station Spijkenisse 1937
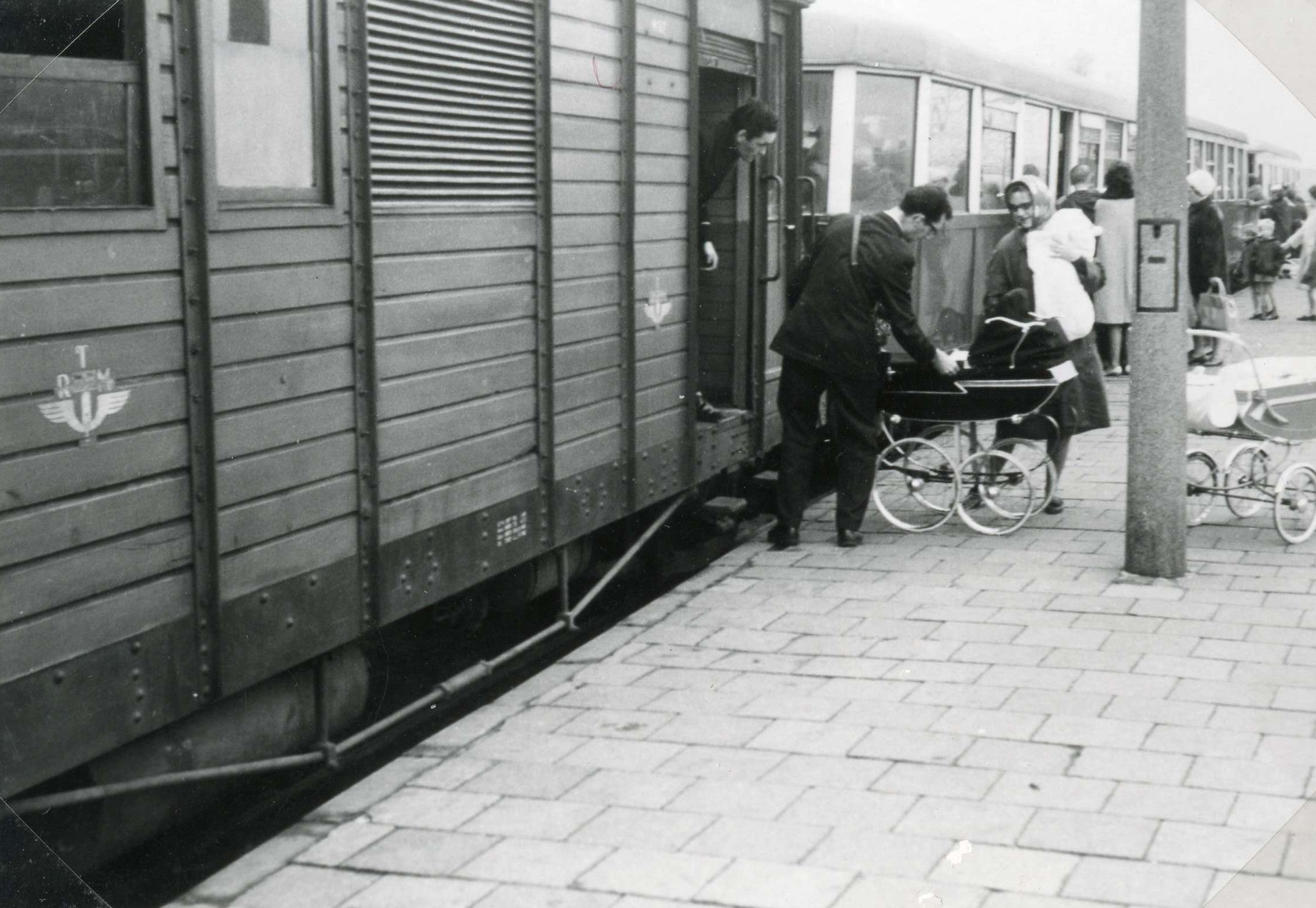
Tramstation Spijkenisse 1964
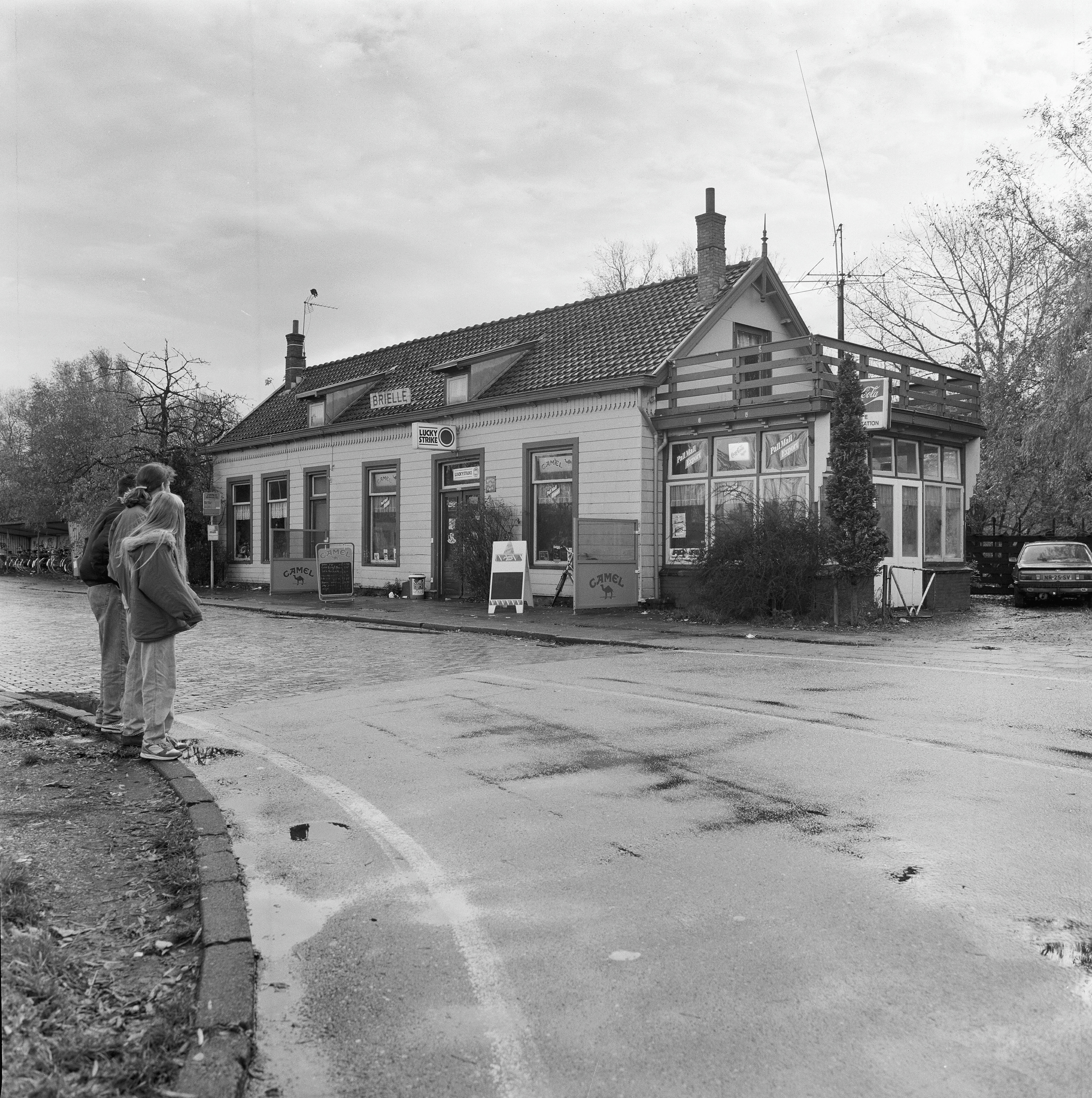
Voormalig tramstation Brielle (1991)
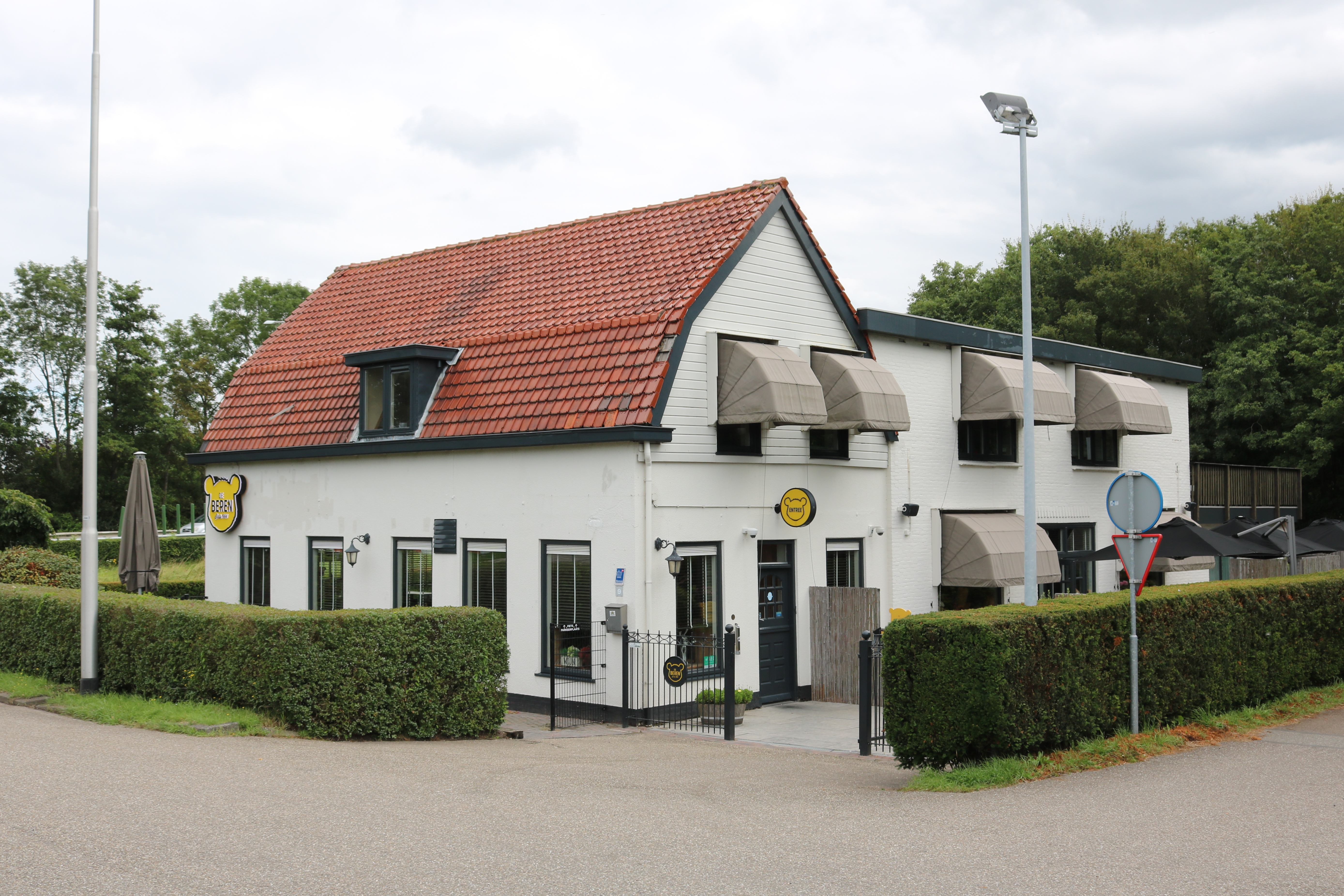
Voormalig tramstation Heenvliet (2021)